# Florisvaldo
Florisvaldo Pinto Júnior (Rio de Janeiro-DF, 9 de maio de 1943) é um ex-futebolista brasileiro que atuava como goleiro.
Ao longo de sua carreira, defendeu o Botafogo - fazendo parte do elenco Bicampeão Carioca, em 1961 e 1962 -  e o Clube do Remo, do Pará

## Seleção Brasileira
Florisvaldo fez parte do elenco da Seleção Brasileira nos Jogos Olímpicos de 1964, em Tóquio.

## Conquistas
Botafogo
- Campeonato Carioca: 1961[1], 1962